# 그레고리오 성가

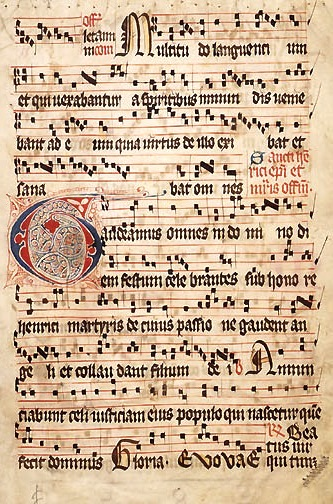
입당송 - Gaudeamus omnes(모두 함께 기뻐하세)

그레고리오 성가는 로마 가톨릭교회의 전통적인 단선율 전례 성가의 한 축을 이루는 성가로서 로마 전례 양식 때 사용하는 무반주의 종교 음악이다. 원래 9세기에서 10세기에 걸쳐 유럽 지역에 구전되던 음악들을 모아 채보한 것으로, 일반적으로 교황 그레고리오 1세가 직접 작곡한 것으로 알고 있는 사람이 많지만 카롤링거 왕조 시대 로마와 갈리아의 성가를 통합, 편찬한 것으로 보는 견해가 타당하다.
그레고리오 성가는 발전하면서 8개의 교회 선법으로 체계화되었다. 그레고리오 성가의 선율적 특징을 들자면, 인시피트(첫 머리글자)와 종지, 멜로디의 중심이 되는 낭송음을 사용한다는 것과 센토니제이션으로 불리는 기존의 멜로디를 전용하는 기법에 따라 발전한 음악 어법을 들 수 있다. 음계는 6음음계가 사용되어 현대의 온음계에 포함되는 소리와 현재의 변로에 해당하는 소리를 사용한다. 그레고리오 성가의 악보는 전통적으로 네우마라는 독특한 기보법을 기본으로 삼고 있다. 또 그레고리오 성가는 다성음악의 발전에 결정적인 역할을 하였다.
역사적으로 성당에서는 성인 남성이나 소년 성가대가, 수도회에서는 수사나 수녀들이 불러 왔다. 그레고리오 성가는 서방 교회의 각 지역 고유의 성가를 정리해 로마 가톨릭의 공식적인 성가로서 로마 전례 양식의 미사나 수도원의 성무일과의 고유한 노래로 채택되었다. 그러나 1960년대 제2차 바티칸 공의회 이후로는 게불어용하는 전례가 용인된 데다가 그레고리오 성가를 반드시 불러야 할 의무도 없기 때문에, 전례음악으로서의 그레고리오 성가는 점차 각국 언어의 성가에 밀려나고 있는 추세다. 한편 로마 교황청에서는 여전히 그레고리오 성가가 전례에 가장 합당한 음악 형태라는 견해이다.
20세기 이후에는 음악학의 대상으로 그레고리오 성가를 연구한다.

## 가톨릭 교회의 미사 전례 순서
그레고리오 성가를 제대로 이해하기 위해서는 가톨릭 교회의 미사 전례 순서를 이해하고 있어야 한다. 가톨릭 교회의 미사 전례 순서, 특히 창(唱)미사 때, 노래로 하는 부분과 연관된 미사 전례 순서는 다음과 같다.
1. 시작 예식(RITUS INITIALES)
  1. 사제와 봉사자가 입당할 때 부르는 입당송(Introitus)
  2. 성호경(Signum Crucis)과 인사(Formulae Salutationis)
  3. 참회 예식(Actus paenitentalis) 중의 자비송(Kyrie)
  4. 대영광송(Gloria in excelsis Deo)
  5. 본기도(Collecta) 혹은 '모음 기도'
2. 말씀 전례(LITURGIA VERBI)
  1. 제1독서(Lectio Prima)
  2. 화답송(Graduale) - 예전에는 이를 층계송, 응송 등으로 불렀지만, 현재는 화답송이라고 부른다.
  3. 제2독서(Lectio Secunda)
  4. 부속가(Sequentia) - 예수부활 대축일과 8일 축제, 성령 강림 대축일, 그리스도의 성체 성혈 대축일, 9월 15일 고통의 성모 마리아 기념일에 한다.
  5. 복음 환호송(acclamatio ante lectionem Evangelii) - 사순 시기에는 연송(Tractus), 사순 시기 아닌 때에는 알렐루야(Alleluia)
  6. 복음 전 대화구와 복음(Evangelium)
  7. 신경(Credo) - 여기서 말하는 신경은 사도신경이 아니라 니케아 콘스탄티노폴리스 신경이다.
  8. 보편지향기도(Oratio universalis)
3. 성찬 전례(LITURGIA EUCHARISTICA)
  1. 봉헌송(Offertorium) - 공식적으로 봉헌송은 없어졌으나, 제대와 예물 준비 순서에서 적절한 성가를 부를 수 있다. 예전에는 '봉헌성가'라고 했던 이 성가의 현행 공식 명칭은 '예물 준비 성가'이다.
  2. 예물기도(Oratio super oblata)
  3. 감사송(Praefatio)
  4. 거룩하시도다(Sanctus) - 현행 전례에서는 이 곡 안에 Benedictus의 내용까지 모두 있다.
  5. 신앙의 신비여(Mysterium fidei)
  6. 마침 영광송(Doxologiam)
  7. 주님의 기도(Oratio Dominica - Pater noster)와 맺음 환호(주님께 나라와)
  8. 하느님의 어린양(Agnus Dei)
  9. 영성체송(Antiphona ad communionem)
  10. 영성체 후 기도(Post communio)
4. 마침 예식(RITUS CONCLUSIONIS)
  1. 강복(Benedictio)
  2. 파견(Ite missa est)

## 보급
요한 부제는 그의 저술 <성 그레고리우스 전기>에서 "교황 그레고리우스 1세는 미사용 성가집 안티포나리움을 편찬하여 스콜라 칸토룸을 설립하였다"고 말하고 있다. 그레고리우스 교황은 성가를 편찬함에 있어 그것을 바르게 잘 연주토록 하기 위하여 라테라노 대궁전 근방에 집을 주어 스콜라 칸토룸이라 하는 기숙제(寄宿制)의 성가 가수 양성학교를 세워 가수교육을 실시하였다. 스콜라 칸토룸은 학교인 동시에 성가대를 뜻하며, 미사 중인 신자가 해야 할 역할을 성가대가 대행하게 되었다. 당시엔 아직 기보법이 발달되지 못했으므로 그것들은 모두 암기해야만 했으며 가수들은 오랜 기간을 두고 스콜라 칸토룸에서 엄한 훈련을 받아야만 했다. 교황은 여기서 교육시킨 성가 가수와 합창장을 각지의 교회로 파견하여 그레고리오 성가의 보급에 힘썼다.